# América TV
LS86 TV Canal 2, América 2 sau América TV este un canal de televiziune din Argentina, înființat în anul 1966, în La Plata.